# Parque Nacional das Ilhas Virgens
Virgin Islands National Park é um parque nacional dos Estados Unidos, localizado nas Ilhas Virgens.